# Richard Wegner
Richard Wegner (* 16. Juni 1815 in Stettin; † 10. April 1894 in Berlin) war ein deutscher Verwaltungsjurist.

## Leben
Er studierte an der Albertus-Universität Königsberg Rechtswissenschaft. 1834 wurde er Mitglied der  Corpslandsmannschaft Normannia. Als Regierungsassessor aus Elbing kommend, wurde er 1850 kommissarisch und 1851 endgültig Landrat des Kreises Schwetz in der Provinz Preußen. 1875 wurde er zum Regierungsvizepräsidenten des Regierungsbezirks Posen ernannt. Von 1882 bis 1887 war er Regierungspräsident des Regierungsbezirks Stettin. Er war Vater des Architekten und preußischen Baubeamten Armin Wegner sowie Großvater des Schriftstellers und Lyrikers Armin T. Wegner.
Wegner hatte 1860–1865 archivalisches Material für eine bis in die Ordenszeit zurückreichende, auf zwei Bände angelegte  Chronik des westpreußischen Landkreises Schwetz gesammelt. Nachdem er den ersten Band fertiggestellt und 1872 veröffentlicht hatte, übergab er das  restliche Material dem Gutsbesitzer Hans Maercker, der darauf das Manuskript für den zweiten Band vollendete und es 1886–1888 in drei Heften des (in unregelmäßiger Folge erschienenen) Organs des Westpreussischen Geschichtsvereins  publizierte.

## Publikationen
- zusammen mit Hans Maercker: Ein Pommersches Herzogthum und eine Deutsche Ordens-Komthurei. Kulturgeschichte des Schwetzer Kreises, nach archivalischen und anderen Quelle bearbeitet.
  - Band I: Theil I und Theil II bis 1466, Louis Türk, Posen 1872 (Digitalisat).
  - Band II: Eine polnische Starostei und ein preussischer Landrathskreis. Geschichte des Schwetzer Kreises 1466–1873. In: Zeitschrift des Westpreussischen Geschichtsvereins, Heft XVII, Th. Bertling, Danzig 1886, S. 1–81 (Digitalisat).
  - Band II,  Theil II: Spezielle Ortgeschichte. In: Zeitschrift des Westpreussischen Geschichtsvereins,
    - Heft XVIII, Th. Bertling, Danzig 1886, S. 82–222 (Digitalisat)
    - Heft XIX, Danzig 1888, S. 223–597 (Digitalisat).